# Madaras József
Madaras József (Rigmány, 1937. augusztus 16. – Máriahalom, 2007. április 24.) Kossuth-díjas magyar színész, filmrendező, érdemes művész.

## Életpályája
A lobbanékony természetű színésztanonc 1959-ben végezte el a Színház és Filmművészeti Főiskolát. Ugyanebben az évben vendégszerepelt a József Attila Színházban, majd barátjával, Somogyi Miklóssal egyik színháztól a másikig szerződött. A győri Kisfaludy Színházban töltött egy évadot, 1959–1960-ban a Szegedi Nemzeti Színházban játszott, 1960–1961-ben az Állami Déryné Színház, majd 1966-ig a Thália Színház, azután a Pannónia Filmstúdió szinkrontársulata, 1969-től az Irodalmi Színpad, 1971-től a Nemzeti Színház, 1978-tól a Mafilm Filmgyártó Vállalat színtársulatának tagja volt. 1982-től rendezőként is tevékenykedett, filmekben 1957-től kezdve szerepelt.
Madaras szerepeinek sora az egyszerű emberek, a feltörekvő népi hősök igazságáról és nehézségeiről szól. Robusztus munkás- és parasztfigurák, sorsukkal elégedetlen, kitörni vágyó kisemberek megszemélyesítőjeként vált ismertté. Legnagyobb színpadi sikerét Fejes Endre Rozsdatemető című színművében aratta Hábetler Jani szerepében, melyet teljes átéléssel, befoghatatlan igazságérzetének érvényesítésével játszott el „életre-halálra”. Fejes Endre eredetileg könyvalakban napvilágot látott drámáját – amely egy külvárosi kispolgári család mindennapjait, s ezen túlmenően a 20. századi magyar történelem első ötven évét mutatja be – 1963-ban mutatták be a Thália Színházban Kazimir Károly rendezésében.
A rá emlékeztető, őt idéző legjellegzetesebb figurákat Jancsó Miklós és Kovács András filmjeiben alakította. Indulatos, erőteljes karakterek megformálásával tökéletesen illeszkedett a Szegénylegények (1966) vagy a Csillagosok, katonák (1967) komor drámai világába. Nehéz feladatot oldott meg a Csend és kiáltás lelki terror alatt deformálódó egykori vöröskatonája, Károly alakjának életre keltésével is. Fontos szereplője volt az Égi bárány (1971) című filmnek, melyben az eszelős Vargha pátert alakította, a Szerelmem Elektra (1974) című alkotásban pedig a zsarnok uralkodót, Aegistost játszotta. Madaras Kovács András filmjeiben is végigjárta a kis szerepek iskoláját, míg végül A ménesgazda (1978) robbanékony, de gyanútlanul jóhiszemű és tragédiába zuhanó főhősét eljátszhatta.
Az országos népszerűséget egy filmsorozat hozta meg számára, amelyben Kántor, a nyomozókutya rendőr gazdáját, Csupati őrmestert alakította.
Madaras Józsefet 1978-ban az Érdemes Művész elismeréssel jutalmazták. Elnyerte a filmkritikusok díját, valamint a Locarnói Nemzetközi Filmfesztivál nagydíját, 1996-ban megkapta a Kossuth-díjat, 2000-ben a Magyar Filmszemle életműdíját. 1992-ben máig tisztázatlan körülmények között, vérbe fagyva találtak rá budaligeti házában. Súlyos koponyasérüléssel hónapokig feküdt kómában. 8 év alatt újra tanult beszélni, járni. Később kisebb szerepekben újra megjelent. 
Élete utolsó évében egy máriahalmi magánpanzióban, magányosan élt. Itt hunyt el 2007. április 24-én.
Madaras nevével sok magyar filmben találkozhatunk, személye megkerülhetetlen a magyar film 20. század utolsó két-három évtizedes történetében. Szerepeit mindig konokul komolyan vette filmen és színpadon egyaránt, ő az, aki „mindennap forradalmárnak érezte magát, nem csak állami ünnepeken.”
Négyszer nősült, hat gyermeke van. Kozák Ágnes férjeként Kozák András és Drahota Andrea veje is volt.

## Színpadon
- Büchner: Woyzeck
- Fejes: Vonó Ignác
- Kleist: Amphitryon
- Fejes: Rozsdatemető – Hábetler Jani
- Calderón: A zalameai bíró – Juan
- Darvas: Kormos ég - Laci
- Büchner: Leonce és Léna – Péter király
- Wehner: És tsa – Kwmawl
- Odze: Lordok háza – Hajmanek Ignác

## Filmjei

### Játékfilmek
| - A harangok Rómába mentek (1958) – Jóska - A város peremén (1958, rövid játékfilm) - A mi földünk (1959) - Az ismeretlen ismerős (1959, rövid játékfilm) - Kilenc perc… (1960, rövid játékfilm) - Pesti háztetők (1961) – Vizes - Angyalok földje (1962) – Károly, zsaroló - Isten őszi csillaga (1962) - Legenda a vonaton (1962) – Gugis - Bálvány (1963) – Mikó Balázs - Germinal (1963) - Így jöttem (1964) – Hadifogoly III. - Déltől hajnalig (1965) – Lázongó katona - Szegénylegények (1965) – Magyardolmányos - Apa (1966) - Hideg napok (1966) – Golyószórós - Sikátor (1966) – Jancsi - Csend és kiáltás (1967) – Károly - Csillagosok, katonák (1967) – Magyar kommandós - A beszélő köntös (1968) – Ibrahim pasa - A hamis Izabella (1968) – Nyomozó II. - Az oroszlán ugrani készül (1968) – Godó - Feldobott kő (1968) – Samu - Fényes szelek (1968) – Kellér atya - Egy őrült éjszaka (1969) – Gyula | - Sirokkó (1969) – Markovics - A pacifista (1970) – A fekete szemüveges - Arc (1970) – A zászlós - Égi bárány (1970) – Vargha Páter - Gyula vitéz télen-nyáron (1970) – Kalauz, kocsmai törzsvendég - Horizont (1970) – Autószerelő - Hahó, Öcsi! (1971) – Kikiáltó - Kapaszkodj a fellegekbe! (1971) - Még kér a nép (1971) – Hegedűs Bálint, szocialista - Végre, hétfő! (1971) – Őrjáratvezető - Romantika (1972) – Zsibó Simon - Álljon meg a menet! (1973) – Czidlina, művezető - Harmadik nekifutás (1973) – Csinger - Nincs idő (1973) – Veréb, közbüntényes - Pókháló (1973) – Zsuppán - A dunai hajós 1-2. (1974) – Titscha - Bekötött szemmel (1974) – Balogh honvéd - Hajdúk (1974) – Elek - Szerelmem, Elektra (1974) – Aegisztosz - Szikrázó lányok (1974) – Daka Géza - A járvány (1975) – Rabatin - Árvácska (1975) – Kadaros István - Azonosítás (1975) – Csató Mihály - Az idők kezdetén (1975) – Borbás - Budapesti mesék (1976) – Katona | - Pókfoci (1976) – Igazgató - A csillagszemű 1-2. (1977) – Ambrus püspök - Apám néhány boldog éve (1977) – Szekeres Ede - Dübörgő csend (1977) – Rigó Gazsi - 80 huszár (1978) – Korsós András - A ménesgazda (1978) – Busó Jani - Az erőd (1978) – Murketa - Egyszeregy (1978) – Postás; kocsmáros - Allegro Barbaro (1979) – Baksa András / Ifj. Baksa András - Magyar rapszódia (1979) – Baksa András - Köszönöm megvagyunk (1980) – B. József - A zsarnok szíve, avagy Boccaccio Magyarországon (1981) – Károly - Gondviselés (1986) – Végh István - Szörnyek évadja (1986) – Kamondi - Üvöltés 5. – A legenda újjászületik (1989) – Péter - A nyaraló (1991) – A kocsmárosnő férje - Isten hátrafelé megy (1991) – Habókos Márton, Marci nagybátyja - Kék Duna keringő (1991) – Miniszterelnök - Könyörtelen idők (1991) – Bíró - A másik ember iránti féltés diadala (2000) – Tudós vadász - Film… (2000) - Életbevágó (2000, rövid játékfilm) - Rokonok (2005) – Koldus |

### Tévéfilmek, televíziós sorozatok
| - A Tenkes kapitánya (1963) – Vogeller lövész - Dáma-hetes-ász… (1963) – Leska - Példázat 1-3. (1964) – Jóska - Hétköznapi történet (1966) - Othello Gyulaházán (1966) – Színész II. - Princ, a katona (1966) – Kalányos Vendel - Budapesten harcoltak (1967) – Pipa - Mondd a neved (1967) – Szása - A kezdet (1968) - A kormányzó (1968) - Bors (1968-1971) – Vincze Jóska - Fal a baloldalon (1968) – Felipe - Halász doktor (1968, rövid tévéjáték) - Vigyori (1968) – Vigyori - 7 kérdés a szerelemről (és 3 alkérdés) (1969) – Férfi a vonaton - A revizor (1969) – Szolga a fogadóban - Kedd, szerda, csütörtök (1969) – Tarba - Őrjárat az égen 1-4. (1969) – Vlagyimir Rugyin - Valaki a sötétből (1969) - Az erkély (1970, rövid tévéjáték) – Viktor - Egy önérzet története (1970) - A fekete város 1-7. (1971) – Máriássy, íródeák a görgői rendkívüli megyegyűlésen - Az édenen innen és túl (1971) - Egy óra múlva itt vagyok (1971) – Mackó - Rézpillangó (1971) – Hírvivő | - Technika és rítus (1971) – Attila - A Müller család halála (1972) - Aranyliba (1972) – Asszír király - Fekete macska (1972) – Szabó Jenő „Bunkó” - Három affér (1972) - Hogyan akarta megmenteni Pilátus Júdást? (1972) – Lévi Máté - Két novella (1972, rövid tévéjáték) - Plusz-mínusz egy nap (1972) - Világló éjszaka (1972) - A farkasok (1973) - Alvilági játékok (1973) – Verrat - Feje fölött holló (1973) - Sólyom a sasfészekben (1973) – Kádas Imre - Az áruló (1974) - Vacsora a hadiszálláson (1974) – Jeliszkij - Az utolsó tánctanár (1975) - Csontváry (1975) - Sztrogoff Mihály 1-7. (1975) – Feofar Khan - Tornyot választok (1975) – Koldus I. - Zendül az osztály (1975) – Ostor tanár - A feltámadás elmarad (1976) - A tizenhetedik nap (1976) - Hungária Kávéház (1976) – Kaál Samu - Kántor (1976) – Tóti törzsőrmester ("Csupati") - Karancsfalvi szökevények 1-2. (1976) – Sándor Lajos | - L’autre rive (1976) – Gabriel - A lőcsei fehér asszony (1977) – Korponay János - Segítsetek, segítsetek! (1977) – Rácz Kálmán - Vámhatár (1977) - Zokogó majom 1-5. (1978) – Vincze Béla - Ezer év (1979) – Elemér Rózsa - Közjáték Vichyben (1980) – Professzor - Rettegés és ínség a harmadik birodalomban (1980) - Isztambuli vonat 1-4. (1981) – Grülich - Faustus doktor boldogságos pokoljárása (1983) - Dózsa György (1984) - Halál (1984) - Magyar karrier (1985) - Zsarumeló 1-2. (1987) – Karvaly Bálint zászlós - A védelemé a szó – 1. rész: Zsákutca (1987) – Kosár Béla - Eszmélet 1-5. (1987) - A verseny (1989) - Freytág testvérek 1-5. (1989) – Vida - Gyilkosság két tételben (1989) – Paál - Jónás nyara (1991) - Tiszazug (1991) - Három boltoskisasszony (1992) – Kuszák - Kisváros (1995) – Kovács János (49. részben) |

## Rendezései
- Hernádi Gyula: Királyi vadászat
- Kaló Flórián: Egyedül
- Lélekvándorlás (1982; tévéfilm)
- Az eltüsszentett birodalom (1985; tévéfilm)
- Eszmélet (1988, tévésorozat)

## Szinkronszerepei

### Filmek
| Év   | Cím                                                              | Szereplő                     | Színész              | Szinkron év |
| ---- | ---------------------------------------------------------------- | ---------------------------- | -------------------- | ----------- |
| 1936 | Téboly (1. magyar szinkron)                                      | N/A                          | N/A                  | 1967        |
| 1943 | Akiért a harang szól                                             | Fernando                     | Fortunio Bonanova    | 1969        |
| 1946 | Szép remények (1. magyar szinkron)                               | Pip                          | John Mills           | 1965        |
| 1953 | A félelem bére (2. magyar szinkron)                              | Útlevélellenőr a repülőtéren | N/A                  | 1970        |
| 1953 | Elsőszámú közellenség (1. magyar szinkron)                       | Tony Fallone                 | Paolo Stoppa         | 1967        |
| 1954 | Bertoldo, Bertoldino és Cacasenno                                | Bertoldino                   | Alberto Sorrentino   | 1967        |
| 1955 | Harapófogóban                                                    | Andrea                       | Jean-Pierre Mocky    | 1966        |
| 1956 | Nem futhatsz el előle                                            | N/A                          | N/A                  | 1968        |
| 1959 | Déli szél                                                        | Antonio Spagara              | Renato Salvatori     | 1967        |
| 1960 | Betondzsungel                                                    | N/A                          | N/A                  | 1969        |
| 1962 | A Vénusz urai                                                    | Peter                        | Robin Hunter         | 1969        |
| 1962 | Kötelező kikötő                                                  | Parancsnok                   | Roger Pigaut         | 1966        |
| 1962 | Piros sapkák                                                     | N/A                          | N/A                  | 1968        |
| 1963 | A hóhér                                                          | Elítélt a börtönben          | N/A                  | 1967        |
| 1963 | Élők és holtak                                                   | Őrmester                     | N/A                  | 1964        |
| 1963 | Gól büntetésből                                                  | Fiú a csapatból              | N/A                  | 1964        |
| 1963 | Kezek a város felett (1. magyar szinkron)                        | N/A                          | N/A                  | 1964        |
| 1964 | A katona apja                                                    | N/A                          | N/A                  | 1965        |
| 1964 | Az ég kulcsa                                                     | N/A                          | N/A                  | 1965        |
| 1964 | Minna von Barnhelm                                               | Just                         | Peer Schmidt         | 1967        |
| 1965 | A fáraó                                                          | Lükon                        | Jerzy Zelnik         | 1966        |
| 1965 | Alpesi ballada                                                   | Ivan Tereshka                | Sztanyiszlav Ljubsin | 1969        |
| 1965 | Az első tanító                                                   | A tanár                      | Bolot Bejsenalijev   | 1968        |
| 1965 | Falstaff (1. magyar szinkron)                                    | Bardolph                     | Patrick Bedford      | 1967        |
| 1965 | Hajnali négykor                                                  | Fiú                          | Brian Phelan         | 1974        |
| 1965 | Ne térj vissza azonos úton                                       | Macor                        | Davor Antolic        | 1967        |
| 1966 | A föld kapuinál                                                  | Emil                         | Sebastian Papaiani   | 1968        |
| 1966 | A háborúnak vége                                                 | Felügyelő                    | Michel Piccoli       | 1969        |
| 1966 | A leghosszabb éjszaka                                            | N/A                          | N/A                  | 1968        |
| 1966 | Árnyak a Notre Dame felett                                       | Decourt                      | Horst Schön          | 1971        |
| 1966 | Az algíri csata (1. magyar szinkron)                             | Ali La Pointe                | Brahim Hadjadj       | 1967        |
| 1966 | Éretlen szívek                                                   | Jean-Pierre                  | Eric Penet           | 1968        |
| 1967 | Az újságíró                                                      | N/A                          | N/A                  | 1968        |
| 1967 | Nyaralók                                                         | Vlasz                        | Jevgenyij Anufrijev  | 1967        |
| 1967 | Reggel                                                           | N/A                          | N/A                  | 1968        |
| 1967 | Találkoztam boldog cigányokkal is (1. magyar szinkron)           | Bora                         | Bekim Fehmiu         | 1970        |
| 1967 | Vasáradat                                                        | N/A                          | N/A                  | 1968        |
| 1968 | A csendőr 3.: A csendőr nősül (1. magyar szinkron)               | Vizsgázó                     | N/A                  | 1969        |
| 1968 | A fehér szoba                                                    | N/A                          | N/A                  | 1969        |
| 1968 | A kacsa ½ 8-kor csenget (1. magyar szinkron)                     | Tüntető                      | N/A                  | 1969        |
| 1968 | Szökevény a Borostyán-táborból                                   | N/A                          | N/A                  | 1971        |
| 1969 | A tanú                                                           | Rendőr #1                    | Iványi József        | 1969        |
| 1969 | A gyermekkor utolsó éjszakája                                    | Dudu                         | Anton Tauf           | 1970        |
| 1969 | Queimada (1. magyar szinkron)                                    | Teddy Sanchez                | Renato Salvatori     | 1977        |
| 1969 | Ragyogj, ragyogj, csillagom!                                     | Szergyuk                     | Leonyid Kuravljov    | 1970        |
| 1970 | WUSA (1. magyar szinkron)                                        | Roosevelt Berry              | B. J. Mason          | 1972        |
| 1971 | A menyasszony                                                    | Mergen, sofőr                | Mergen Nyijazov      | 1975        |
| 1971 | Ha nekem puskám lenne                                            | N/A                          | N/A                  | 1972        |
| 1971 | Sacco és Vanzetti                                                | Celestino Medeiros           | N/A                  | 1972        |
| 1975 | Áfonya, a vagány                                                 | Áfonya                       | Leonyid Kuravljov    | 1977        |
| 1978 | Muppet Show – III/14. rész: Harry Belafonte (1. magyar szinkron) | Harry Belafonte              | Harry Belafonte      | 1981        |

### Sorozatok
| Év        | Cím                                       | Szereplő                                  | Színész           | Szinkron év |
| --------- | ----------------------------------------- | ----------------------------------------- | ----------------- | ----------- |
| 1966      | Őrjárat a kozmoszban (1. magyar szinkron) | Mario de Monti hadnagy, fegyverzeti tiszt | Wolfgang Völz     | 1967        |
| 1966-1968 | A négy páncélos és a kutya I-II.          | Grigorij Saakaszwili                      | Włodzimierz Press | 1968-1971   |

## Díjai
- Balázs Béla-díj (1976)
- SZOT-díj (1977)

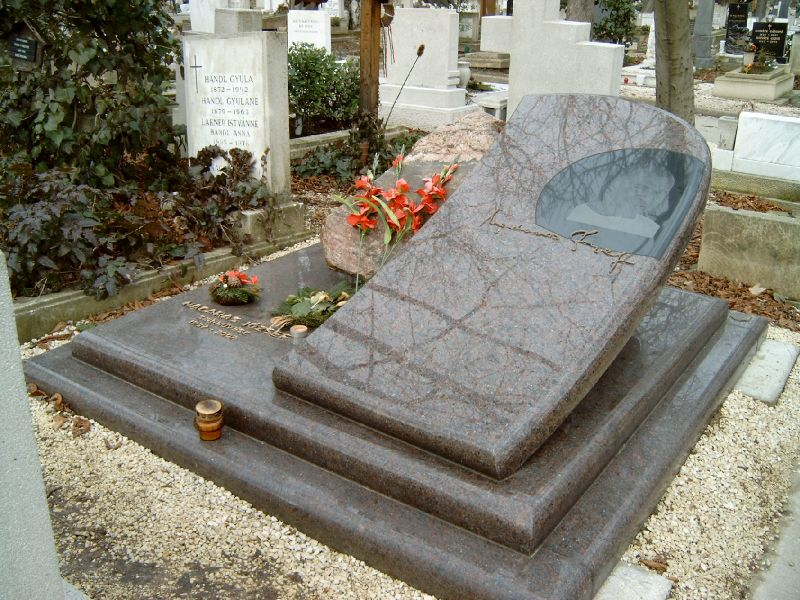
Madaras József sírja a budapesti Farkasréti temetőben: 1-1.

- Locarnói nemzetközi filmfesztivál legjobb színész díja (1977)
- Magyar Filmkritikusok Díja – Legjobb férfi alakítás díja (1978)
- Érdemes művész (1978)
- Kossuth-díj (1996)
- A Magyar Filmszemle Életműdíj (2000)[11]

## Emlékezete
- 2015-ben teret neveztek el róla Budapesten,[12] ahol 2016-ban felavatták köztéri szobrát.[13]